# Moravske Toplice
Moravske Toplice (węg. Alsómarác) – wieś w Słowenii, siedziba administracyjna gminy Moravske Toplice. 1 stycznia 2017 liczyła 771 mieszkańców.

## Historia
Miejscowość do 1983 roku nazywała się Moravci.

## Uzdowiska
W Moravske Toplice znajdują się dwa uzdrowiska. Uzdrowisko Terme 3000 posiada 3 hotele, camping oraz bungalowy. Posiada dostęp do 5000 metrów kwadratowych obszarów wodnych. W środku znajdują się kryte i odkryte baseny z wieloma zjeżdżalniami, gdzie odkryte baseny są lepiej przystosowane dla rodzin z dziećmi, a te kryte są bardziej dla osób preferujących spokojniejsze otoczenie. Baseny otaczają rozległe trawiaste powierzchnie. Natomiast mniejsze uzdrowisko Terme Vivat spa znajduje się obok hotelu Vivat, który jest w pełni przystosowany dla osób niepełnosprawnych i jest pierwszym hotelem w Słowenii, przeznaczonym dla osób niedosłyszących.